# Hormathophylla spinosa
Espèce
Synonymes
- Adyseton spinosum (L.) Link[2]
- Alyssum spinosum L.[2]
- Anodontea spinosa (L.) Sweet[2]
- Clypeola spinosa (L.) Link[2]
- Draba spinosa (L.) Lam.[2]
- Hormathophylla spinosa (L.) P.Küpfer[2]
- Koniga spinosa (L.) Spach[2]

Statut de conservation UICN

 LC  : Préoccupation mineure
Hormathophylla spinosa, l'Alysson épineux ou Passerage épineux, est une espèce de plante méditerranéenne de la famille des Brassicacées.

## Description
La floraison a lieu d'avril à juillet.

## Distribution
Dans les Pyrénées, l'espèce est présente aux étages inférieur à montagnard dans les rochers et éboulis calcaires.

## Statuts de protection, menaces
L'espèce n'est pas encore évaluée à l'échelle mondiale et européenne par l'UICN. En France, elle est classée comme non préoccupante . Elle est considérée vulnérable (VU) et figure sur la liste des plantes protégées en Provence-Alpes-Côte d’Azur.